# Intervju
Intervju (engl. interview; fr. entrevue) je susret radi razgovora ili dogovora. Pohrvaćeni je to naziv i za novinsku vrstu u kojoj se sadržaj izražava u obliku pitanja i odgovora. Namijenjen objavljivanju u tiskovnim medijima, na radiju i televiziji, razgovor s nekom istaknutom osobom o njoj samoj ili o nekoj zanimljivoj temi, u pravo vrijeme i sa spretnim pitanjima, jedan je od najčešćih oblika novinarskog izražavanja. Uspješnost intervjua ovisi o izboru teme, osobe i pitanja. Intervju označava i oblik razgovora u kojem dvije osobe (ili više njih) sudjeluju u verbalnoj i neverbalnoj interakciji radi ostvarivanja unaprijed određenoga cilja: prikupljanja podataka o toj osobi (tzv. faktografski intervju), procjene njezinih sposobnosti, osobina i osobnih problema (psihodijagnostički intervju) te savjetovanja ili psihoterapije (psihoterapijski intervju).

## Medijski intervjui
Najpoznatiji su novinarski intervjui, sa svrhom pisanja novinskih članaka ili radijskih i televizijskih priloga s političarima, predsjednicima uprava velikih korporacija, glasnogovornicima i drugim osobama od javnog interesa. Uloga medija je prenošenje informacije, mišljenja ili nuđenje zabave.
Kod medijskog intervjua potrebno je znati na koji će način biti upotrijebljen. Medijski intervju može inicirati medijska kuća ili sama osoba ili organizacija posredstvom glasnogovornika odnosno osobe zadužene za odnose s javnošću koja želi sama pristupiti medijskim predstavnicima s nekom informacijom. U tom smislu medijski intervju za organizaciju služi kao alat u odnosima s javnošću.

## Intervju u znanosti
Važnu ulogu kao osnova za analizu i dokumentacijski rad imaju znanstveni intervjui na području jezikoslovlja, povijesti ili društvenim istraživanjima. 
U medicinskoj dijagonostici intervju je jedna od metoda kojom liječnik može dopuniti nečiju bolesničku anamnezu. U kliničkoj psihologiji intervju je najčešće korišteno sredstvo i glavna je sastavnica kliničke obrade i procjenjivanja.
Intervjui se obavljaju i u području socijalnog rada, policijskim ispitivanjima, u službama za ljudske potencijale u poduzećima, u obrazovnim ustanovama, politici.

## Vrste intervjua
- selekcijski intervju:

Selekcijskom intervjuu često prethodi neslužbeni intervju koji je položan brojnim zloporabama i može biti prilika za davanje netočnih informacija. Službeni selekcijski intervjui sadrže stučne metode vođenja razgovora s jednim ili više voditelja, jednim ili više kandidata za razgovore, primjenjuju se utvrđene tehnike procjene (npr. psihometrijske testove).
procjenjivački intervju:
Prije procjene potrebno je utvrditi ciljeve, jer se kasnija procjena vrši prema pokazateljima učinka koji su dogovoreni na počeku razdoblja za koje se obavlja procjena.
istraživački intervju:
Istraživački intervjui vezani su najčešće za profesije od kojih se očekuje doprinos istraživanjima. U medicinskoj profesiji npr. promatranjem djelovanja novih metoda liječenja i reakcija bolesnika na njih, socijalnih djelatnika na reakcije primatelja socijalne skrbi kod promjena pravila ili drugih koji podliježu pod djelatnost socijalnih službi.
medijski intervju:
Medijski intervjui su dobri alati za praktičara koji želi komunicirati zajednicom koju pokrivaju mediji.

## Etička pitanja tijekom vođenja intervjua
- kako postavljati pitanja o osjetljivim temama?
- što učiniti ako se slučajno sazna za neriješen problem?
- kakvu povratnu informaciju dati nakon intervjua?

## Vanjske poveznice

### Sestrinski projekti
|  | Wikicitati imaju zbirke citata o temi intervju |

### Mrežna mjesta
- LZMK / Proleksis enciklopedija: intervju
- Moj posao: Intervju – savjeti za selekcijski intervju